# IÉSEG School of Management
IÉSEG School of Management (Institut d'Économie Scientifique et de Gestion) je europska poslovna škola s razvedenim kampusom smještenim u Lilleu i La Défenseu. Osnovana 1964.
IESEG je Financial Times 2019. rangirao na 33. mjesto među europskim poslovnim školama.
Svi programi imaju trostruku akreditaciju međunarodnih udruga AMBA, EQUIS, i AACSB. Škola ima istaknute apsolvente u poslovnom svijetu i u politici, kao što su primjerice Christophe Catoir (CEO Adecco France) i Nicolas Wallaert (CEO Cofidis France)

## Vanjske poveznice
- Službena stranica